# Pierfunk
Pierfunk, pseudonimo di Pierpaolo Peretti Griva (Lanzo Torinese, 29 agosto 1967), è un musicista italiano, noto soprattutto in quanto ex-bassista dei Subsonica.

## Biografia
Di origini ebraiche per parte materna, ha assunto il secondo cognome, Griva, per presunta agnizione da parte di un discendente di Domenico Riccardo Peretti Griva.
Ad inizio anni novanta, Pierfunk studiò musica presso il CPM di Milano, la scuola fondata da alcuni membri della Premiata Forneria Marconi. Furono di questo periodo i primi tour con Loredana Bertè, Tom Hooker e Gruppo Italiano e l'interessamento al jazz ed alle esperienze cantautoriali italiane, passando anche per l'elettronica dei Kraftwerk o degli Underworld, per il funk degli Sly & the Family Stone, Parliament e Chic e per la new wave di The Police e New Order.
Nel 1996 diviene il bassista del primo nucleo dei Subsonica, con cui rimase fino al 1999, successivamente ha fondato con Samuel e DJ Pisti i Motel Connection, mentre con Ninja, Verror, Alebavo, Sukko e MC Victor ha suonato negli LNRipley, nel primo anno di vita della band. Nel 2006 ha collaborato alla realizzazione dell'album Pioggia.Rosso.Acciaio dei Delta V.
Nel 2003 ha pubblicato, con altri autori, il libro L'analisi transazionale e la formazione degli adulti, cui è seguito nel 2015, con Silvio Trombetta, Aumentare le vendite con la self-efficacy edito per FrancoAngeli.

## Discografia

### Con i Subsonica
- 1997 - Subsonica
- 1998 - Coi piedi sul palco
- 1999 - Microchip emozionale

### Con i Motel Connection
- 2001 - Santa Maradona
- 2002 - Give Me a Good Reason to Wake up
- 2004 - A/R Andata + Ritorno
- 2006 - Do I Have a Life?
- 2010 - H.E.R.O.I.N.
- 2013 - Vivace

### Con i Delta V
- 2006 - Pioggia.Rosso.Acciaio

### Con i LNRipley
- 2007 - LNRipley